# Beyti

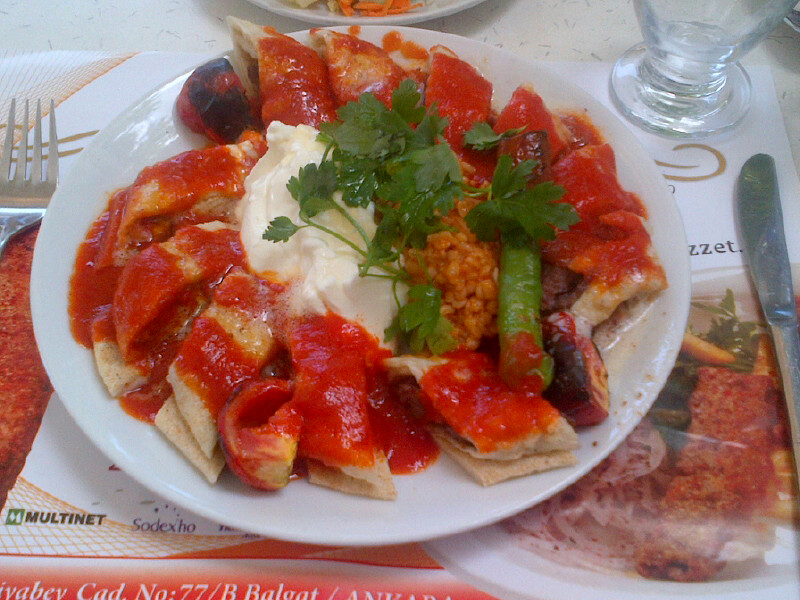
Un plato de Beyti, fotografiado en Ankara, Turquía.

Beyti es un plato turco a base de carne de oveja o cordero, lavaş, yogur y una salsa especial de tomate.
Básicamente se trata de la carne asada sobre las brasas con un fierrito y después envuelto en pan plano, cual un dürüm y servido cortado en trozos y con salsa de tomate y yogur en el plato. Normalmente la carne es la misma del Adana kebap (picante) o Urfa kebap (no picante) por razones de ser práctico y servir rápido.
Beyti generalmente se sirve en los restaurantes tipo "kebapçı" (restaurantes que sirven variedades de "kebap" en Turquía) aunque no se completa su nombre con la palabra "kebap" al final, igual que el caso de Alinazik. 
Beyti en árabe significa "mi casa". Hay fuentes que dicen que el nombre de este plato viene de un restaurante turco homónimo con el plato en Estambul.

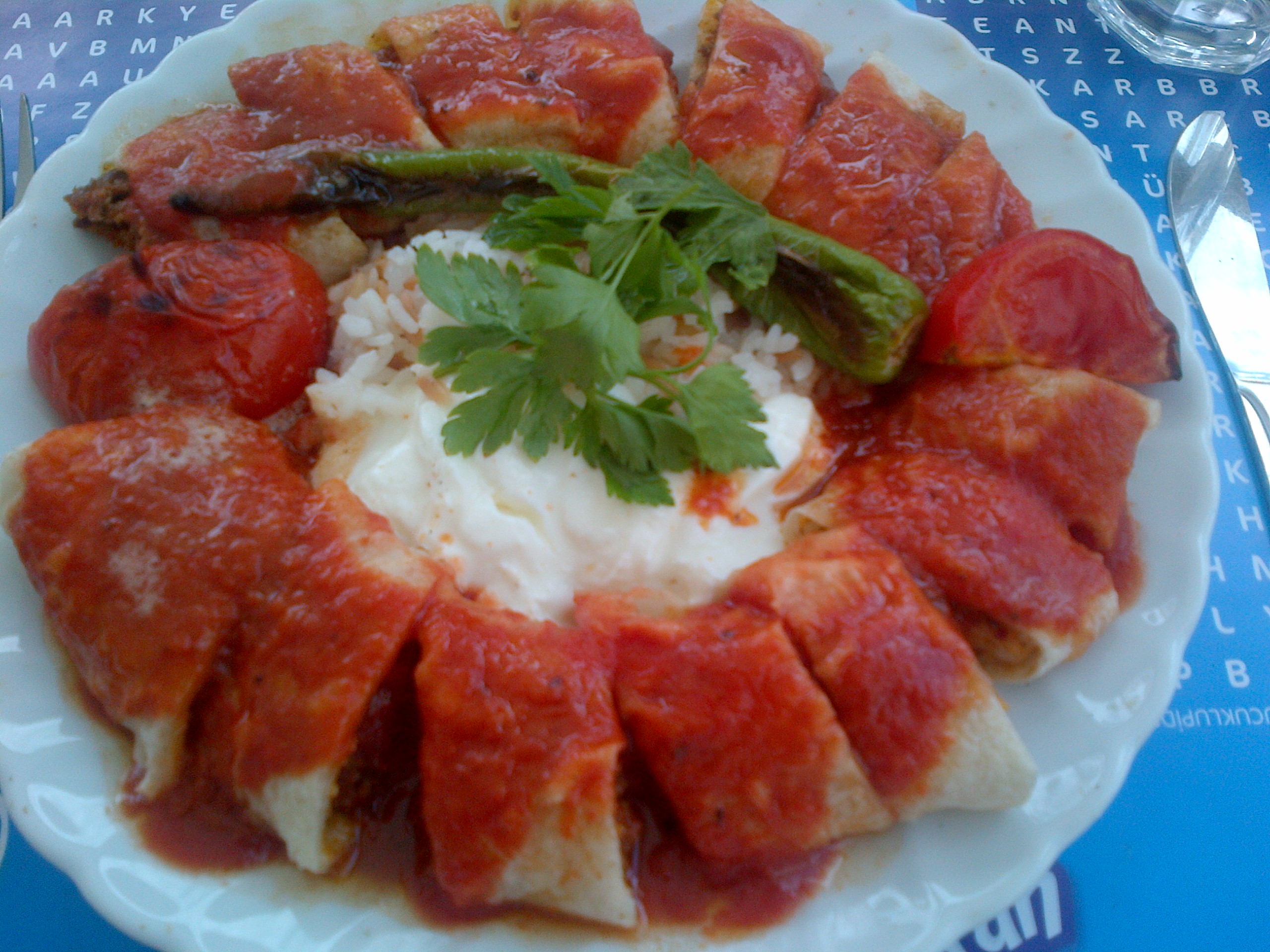
Un plato de Beyti acompañado con un poco de arroz al estilo turco o "Pilav".